# Damir Plantić
Damir Plantić (Zagreb, Yugoslavia, 16 de diciembre de 1989) es un deportista croata que compite en boxeo. Ganó una medalla de bronce en el Campeonato Europeo de Boxeo Aficionado de 2017, en el peso semipesado.

## Palmarés internacional
| Campeonato Europeo | Campeonato Europeo | Campeonato Europeo | Campeonato Europeo |
| Año                | Lugar              | Medalla            | Categoría          |
| ------------------ | ------------------ | ------------------ | ------------------ |
| 2017               | Járkov (Ucrania)   | Medalla de bronce  | 81 kg              |